# Bundesarchivgesetz (Deutschland)
Das Bundesarchivgesetz legt in Deutschland fest, wie das Archivgut des Bundes durch das Bundesarchiv auf Dauer zu sichern, nutzbar zu machen und wissenschaftlich zu verwerten ist.
Die Schutzfrist für Archivgut beträgt grundsätzlich 30 Jahre (§ 11 Abs. 1). Betrifft das Archivgut natürliche Personen, endet die Schutzfrist frühestens zehn Jahre nach dem Tod, ggf. auch 100 Jahre nach der Geburt oder 60 Jahre nach Entstehung der Unterlagen (§ 11 Abs. 2). Unterliegen Unterlagen der Geheimhaltung, beträgt die Schutzfrist 60 Jahre (§ 11 Abs. 3). Ausnahmen von der Schutzfrist gelten für Personen der Zeitgeschichte und können durch das Bundesarchiv unter Umständen (z. B. bei vorliegender Einwilligung) verkürzt werden (§ 12 Abs. 2).